# Йоулуторту
Йоулуторту (фин. Joulutorttu), «Рождественские пирожки» — традиционное финское рождественское печенье, как правило, в виде звезды, символа этого праздника. Йоулуторту на Рождество готовят также и в Швеции. Изготовляется обычно из слоёного теста, начинкой служит сливовый джем или чернослив, посыпается сахарной пудрой. Форма и сладкая начинка этой выпечки могут варьироваться.